# Werner Hamacher
Werner Hamacher, född 27 april 1948, död 7 juli 2017 i Frankfurt am Main, är en tysk litteraturkritiker och -teoretiker influerad av dekonstruktion. Hamacher är för närvarande professor vid Johann Wolfgang Goethe-Universitäts Institut für Allgemeine und Vergleichende Literaturwissenschaft och var tidigare professor i tyska och humaniora vid Johns Hopkins University.